# Giurgiu
Giurgiu (bułg. Гюргево, tur. Yergöğü) – miasto w południowej Rumunii, nad Dunajem, stolica okręgu Giurgiu. Mieści się tu największe przejście graniczne z Bułgarią – po drugiej stronie rzeki znajduje się przemysłowe miasto Ruse, z którym jest połączone tzw. Mostem Przyjaźni. Giurgiu liczy 68 923 mieszkańców. Miasto leży w obrębie historycznej Wołoszczyzny.
W mieście rozwinął się przemysł stoczniowy, materiałów budowlanych, włókienniczy oraz spożywczy.

## Historia
Miejscowość wzmiankowana na początku XV w. Prawdopodobnie została zniszczona przez Turków w 1394 w czasach kampanii przeciwko hospodarowi Mirczy Staremu. W 1595 stoczono bitwę pod Giurgiu, w której Wołosi wraz z sojusznikami zwyciężyli Turków. Od czasu zjednoczenia Wołoszczyzny i Mołdawii w 1859 stanowi część Rumunii. W 1869 uruchomiono połączenie kolejowe łączące Giurgiu z Bukaresztem.

## Zabytki
Wybrane zabytki:
- Pozostałości twierdzy Giurgiu(inne języki)
- Stanowisko archeologiczne "Malu Roșu" z dwoma osadami z paleolitu
- Wieża zegarowa(inne języki) z XVIII w.
- Cerkiew św. Mikołaja
- Muzeum Okręgowe im. T. Antonescu(inne języki)
- Gmach prefektury
- Sobór Zaśnięcia Bogurodzicy(inne języki)
- Park Alei
- Kościół Nawiedzenia NMP(inne języki)
- Cerkiew św. Jerzego
- Gmach szkoły muzycznej
- Dawny dom biskupi
- Ulice Strada Mircea cel Bătrân (ul. Mirczy Starego) i Strada Gării
- Ratusz (Primaria)
- Ateneum (Ateneul „Nicolae Bălănescu”)
- Cerkiew Wniebowstąpienia Pańskiego z 1939 r.
- Kapitanat portu
- Domy i kamienice z XIX i XX w.

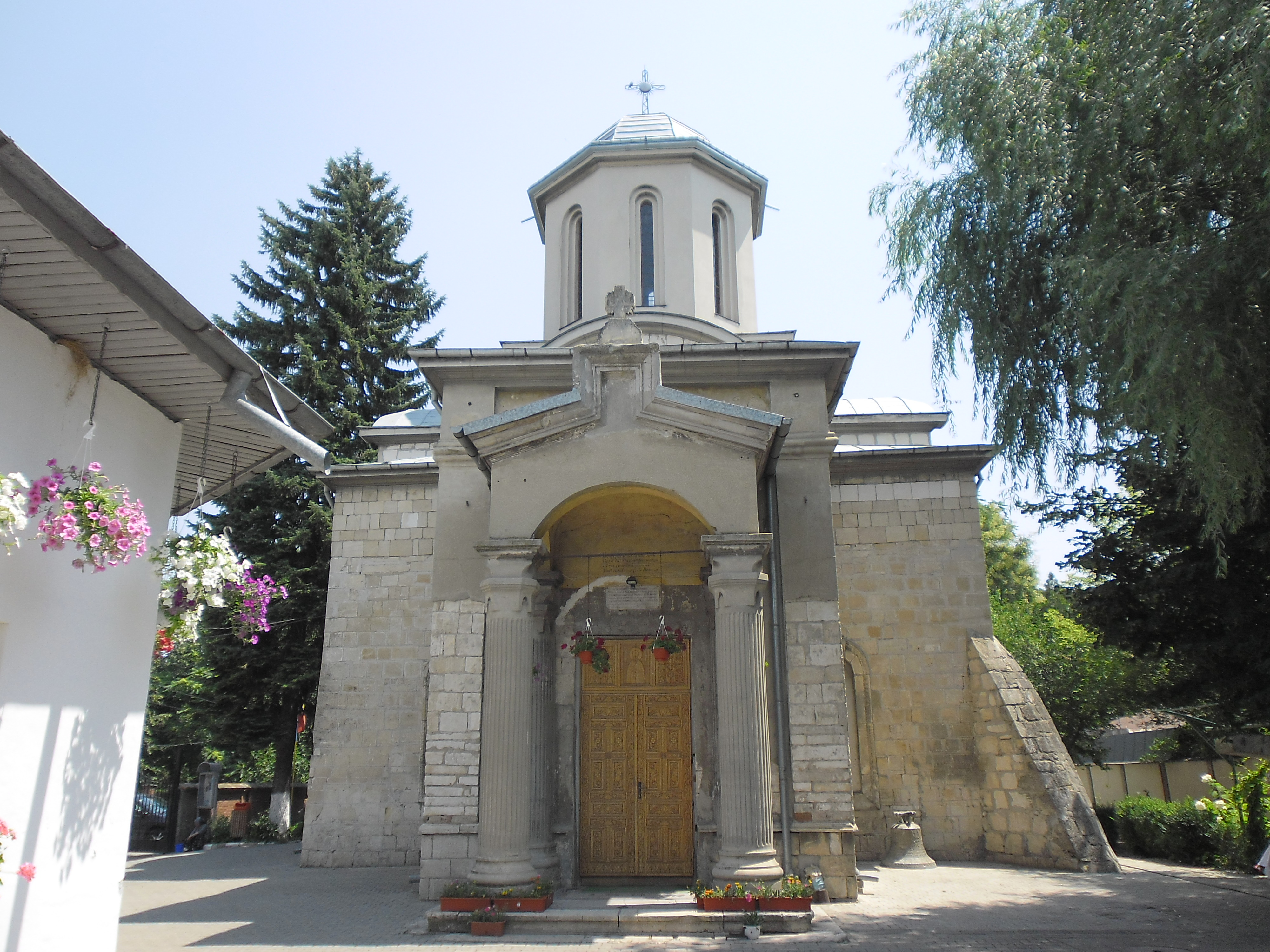
Cerkiew św. Mikołaja
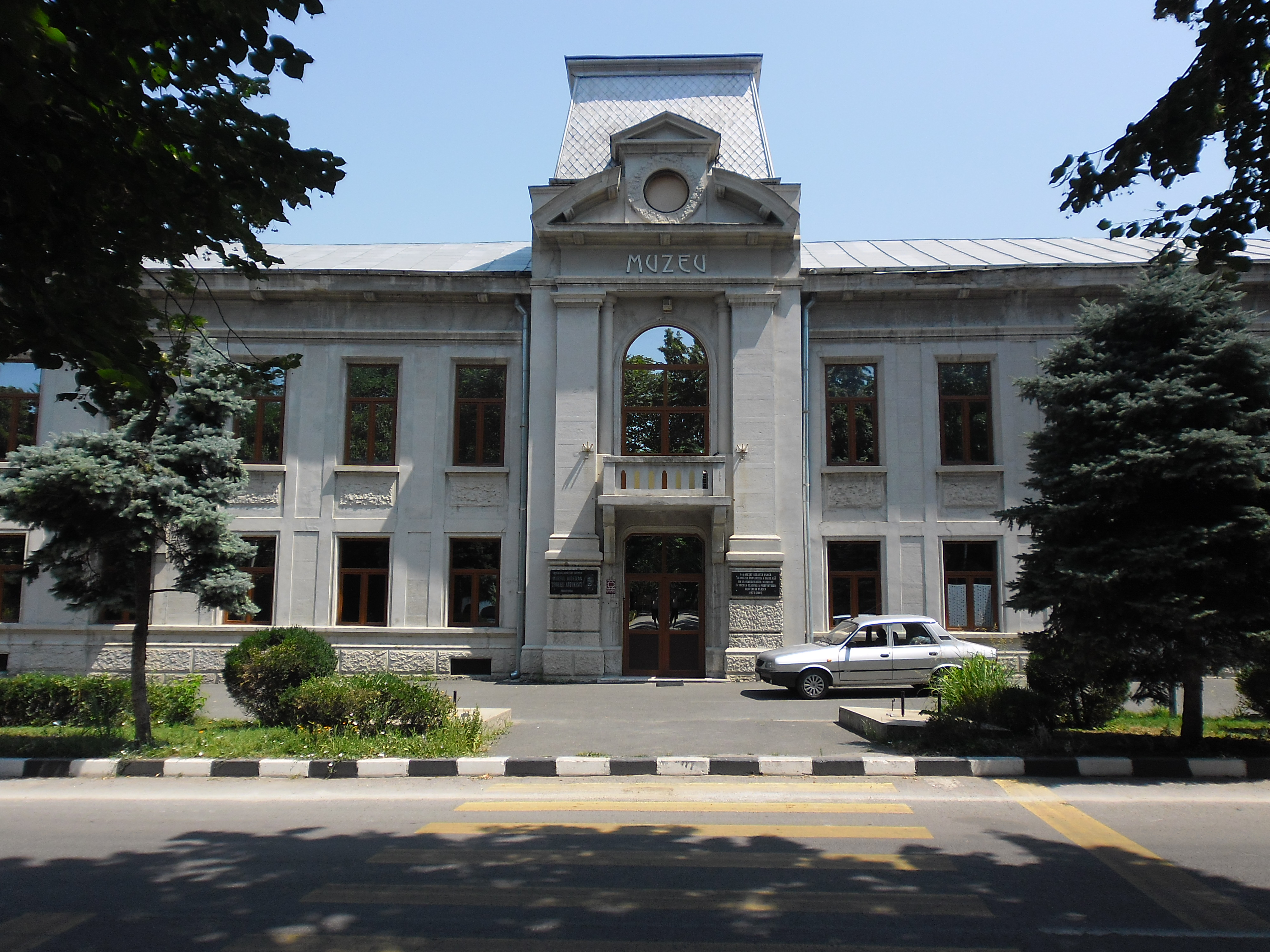
Muzeum Okręgowe
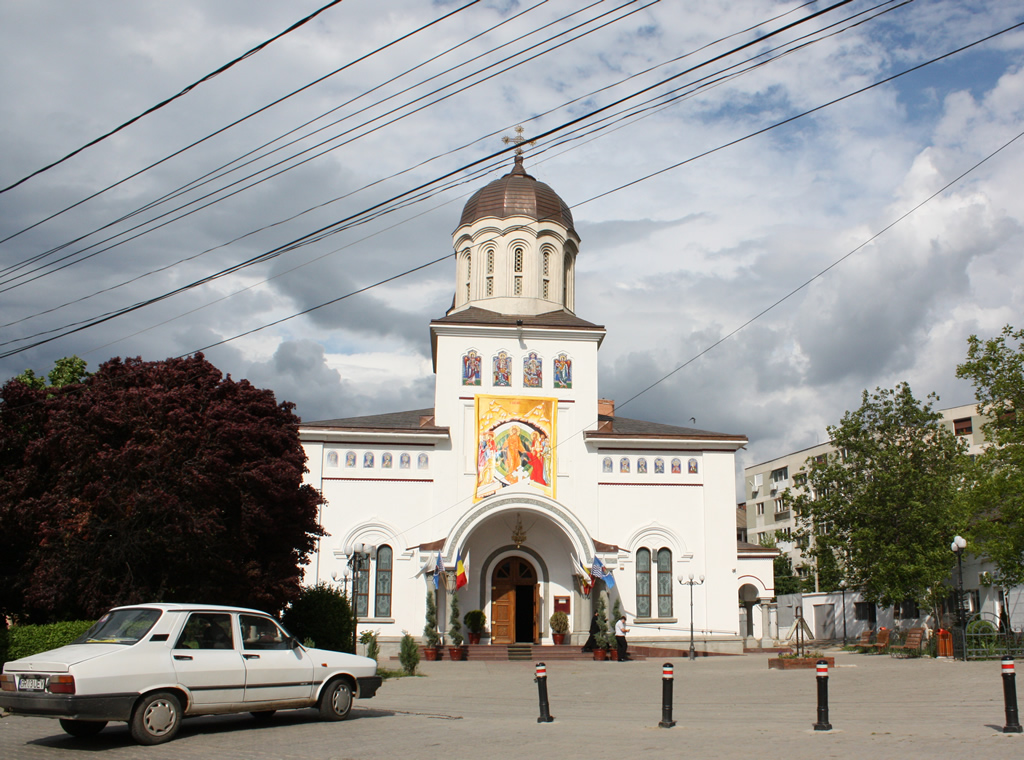
Sobór Zaśnięcia Bogurodzicy
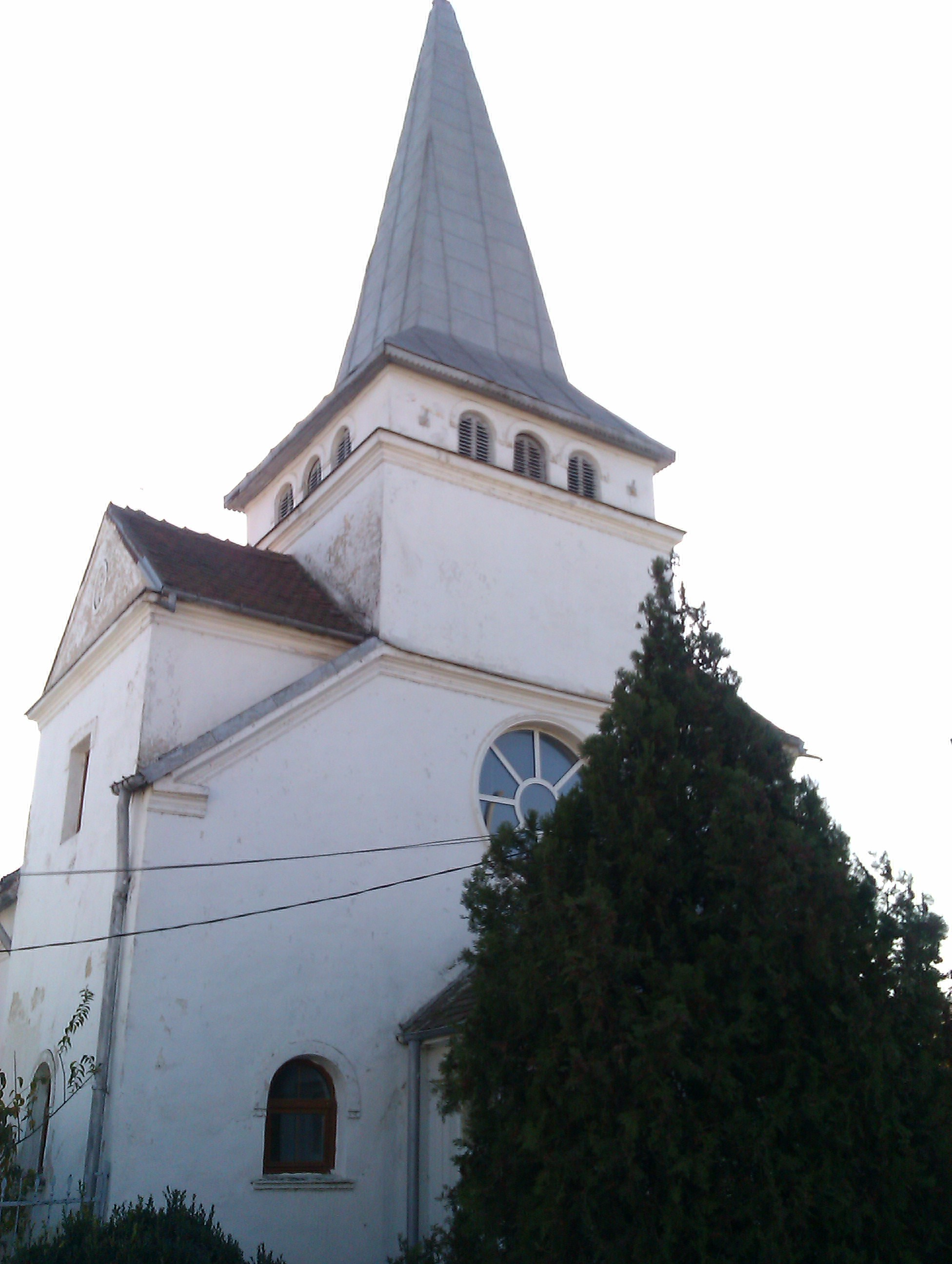
Kościół Nawiedzenia NMP

## Administracja
Merem miasta jest Lucian Iliescu z Narodowej Partii Liberalnej.

## Sport
W mieście ma siedzibę klub piłkarski Astra Giurgiu.

## Miasta partnerskie

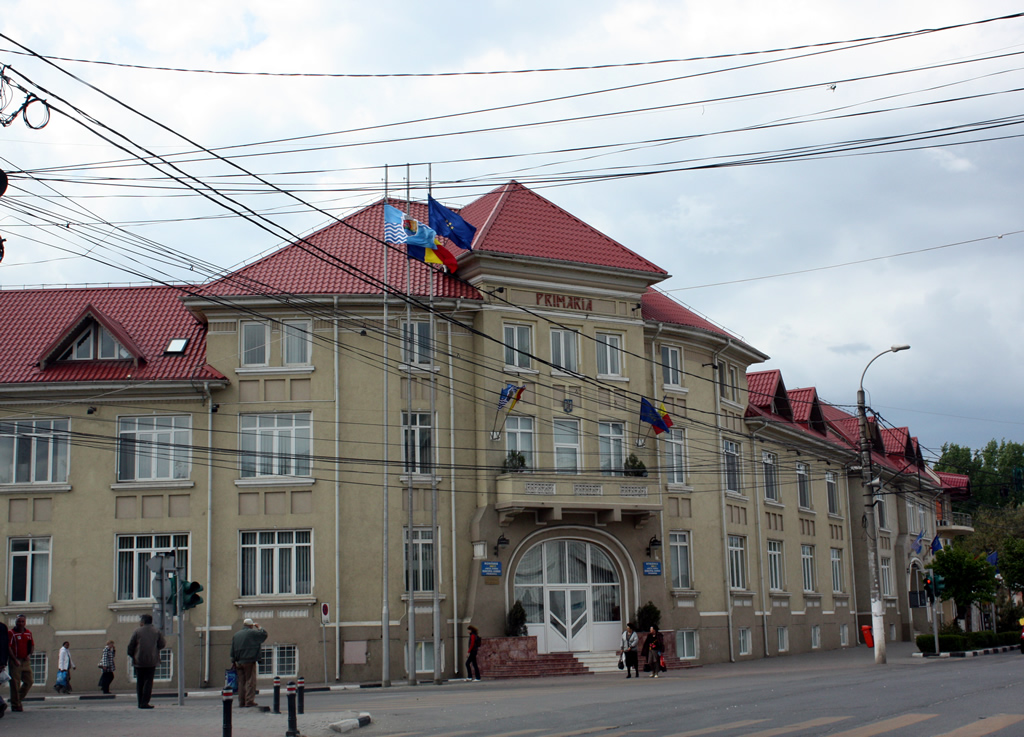
Ratusz

- Peshkopi, Albania
- Ruse, Bułgaria
- Peristeri, Grecja
- Dunaújváros, Węgry
- İnegöl, Turcja
- Izmaił, Ukraina
- Edirne, Turcja
- Ramat Gan, Izrael